# Litorale romano
Il litorale romano è un'area geografica, corrispondente al tratto di costa del litorale laziale, affacciato sul Mar Tirreno centrale e interamente compreso nella Città metropolitana di Roma Capitale, da Civitavecchia a nord fino a Nettuno a sud, confinando a nord con il tratto di costa del Viterbese (litorale viterbese) e a sud con quello della provincia di Latina (litorale pontino).

## Descrizione

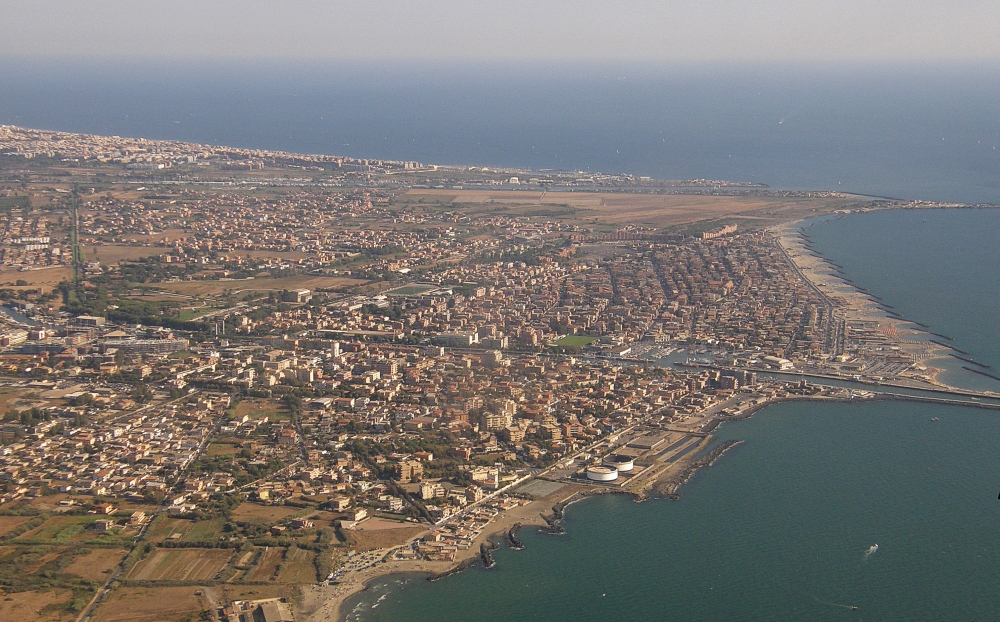
Fiumicino

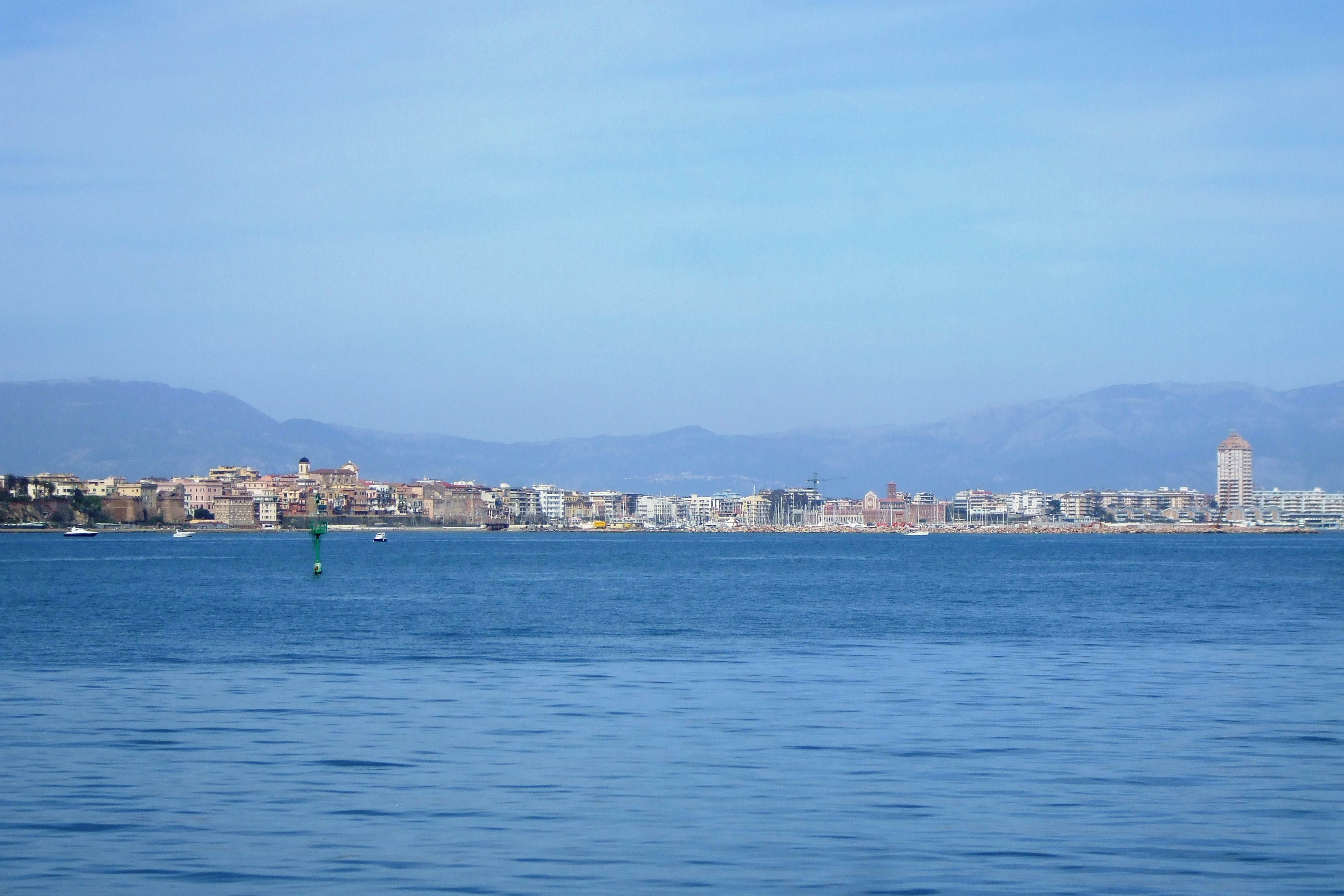
Nettuno

Il litorale romano, nonostante la costa sia prevalentemente sabbiosa, presenta fondali di diversa natura (scoglio, sabbia, alghe, ciottoli, fango). Esso è stato storicamente punto di traffici commerciali via mare e ancor oggi sono visibili resti archeologici a testimonianza di ciò. 

### Idrografia
Sono numerosi i corsi d'acqua dolce che vi sfociano di cui il più importante è il fiume Tevere mentre tra i secondari ricordiamo: l'Astura, il Sanguinaro, l'Arrone, il Micino (inglobato nel Canale di Traiano che dà il nome alla città di Fiumicino).

### Comuni
I Comuni del litorale romano sono: Civitavecchia, Santa Marinella, Ladispoli, Cerveteri, Fiumicino, Roma, Pomezia, Ardea, Nettuno, Anzio. Numerose sono le frazioni di questi comuni: Sant'Agostino, Santa Severa, Marina di San Nicola,Palo Laziale, Maccarese, Passo Oscuro, Palidoro, Fregene, Acilia, Infernetto, Casal Palocco, Castel Porziano, Castel Fusano, Lido di Ostia Ponente, Lido di Ostia Levante, Ostia antica, Isola Sacra, Focene, Capocotta, Torvaianica, Tor San Lorenzo, Tor di Caldano, Lido dei Pini, Lavinio.

### Fari
Lungo il litorale romano sono posizionati 4 fari per la navigazione (Capo d'Anzio, Fiumicino, Capo Linaro e Civitavecchia).
Approdi e porti sono ubicati a Nettuno, Anzio, Ostia, Isola Sacra Fiumara Grande, Fiumicino, Santa Marinella, Riva di Traiano e Civitavecchia.

### Attività ittica
La pesca è particolarmente attiva in tutto il litorale e le maggiori flotte pescherecce stazionano a Anzio, Fiumicino e Civitavecchia. Vi è anche una flotta peschereccia della piccola pesca che ha attivo un proprio mercato sulle banchine dei porti di Nettuno, Canale dei Pescatori di Ostia, Ladispoli, Santa Marinella. Di particolare importanza è la pesca delle sardine, quella delle telline e quella delle cannocchie (cicale).

## Galleria d'immagini

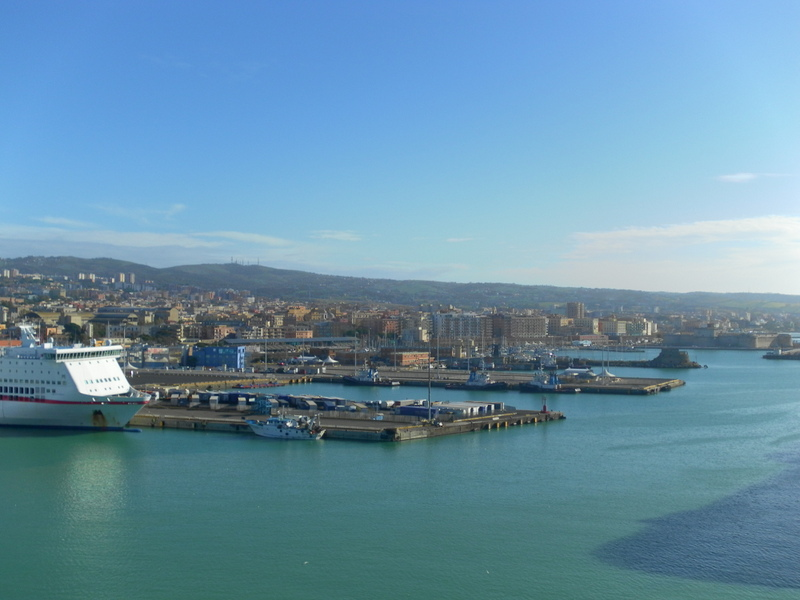
Civitavecchia
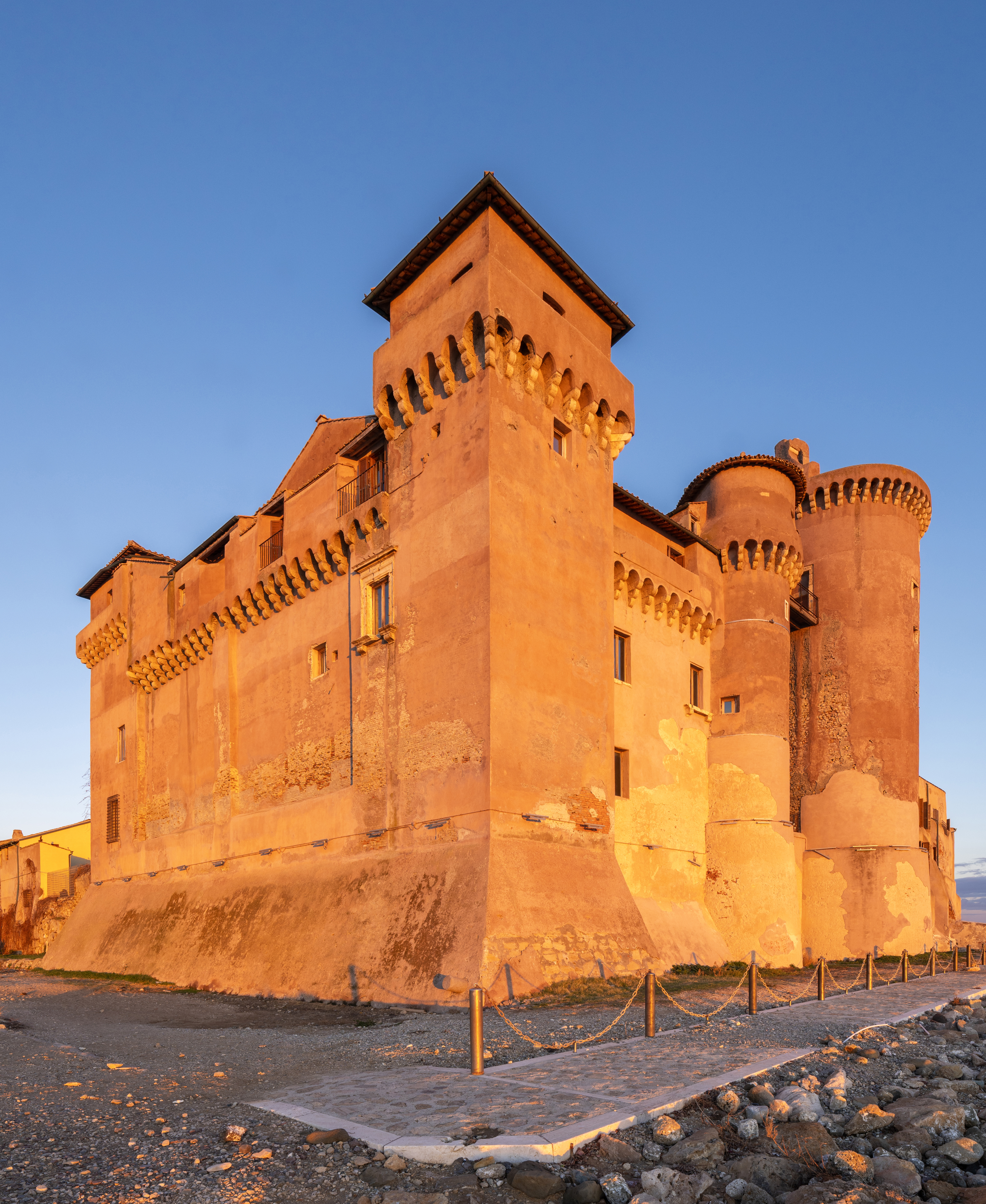
Santa Severa
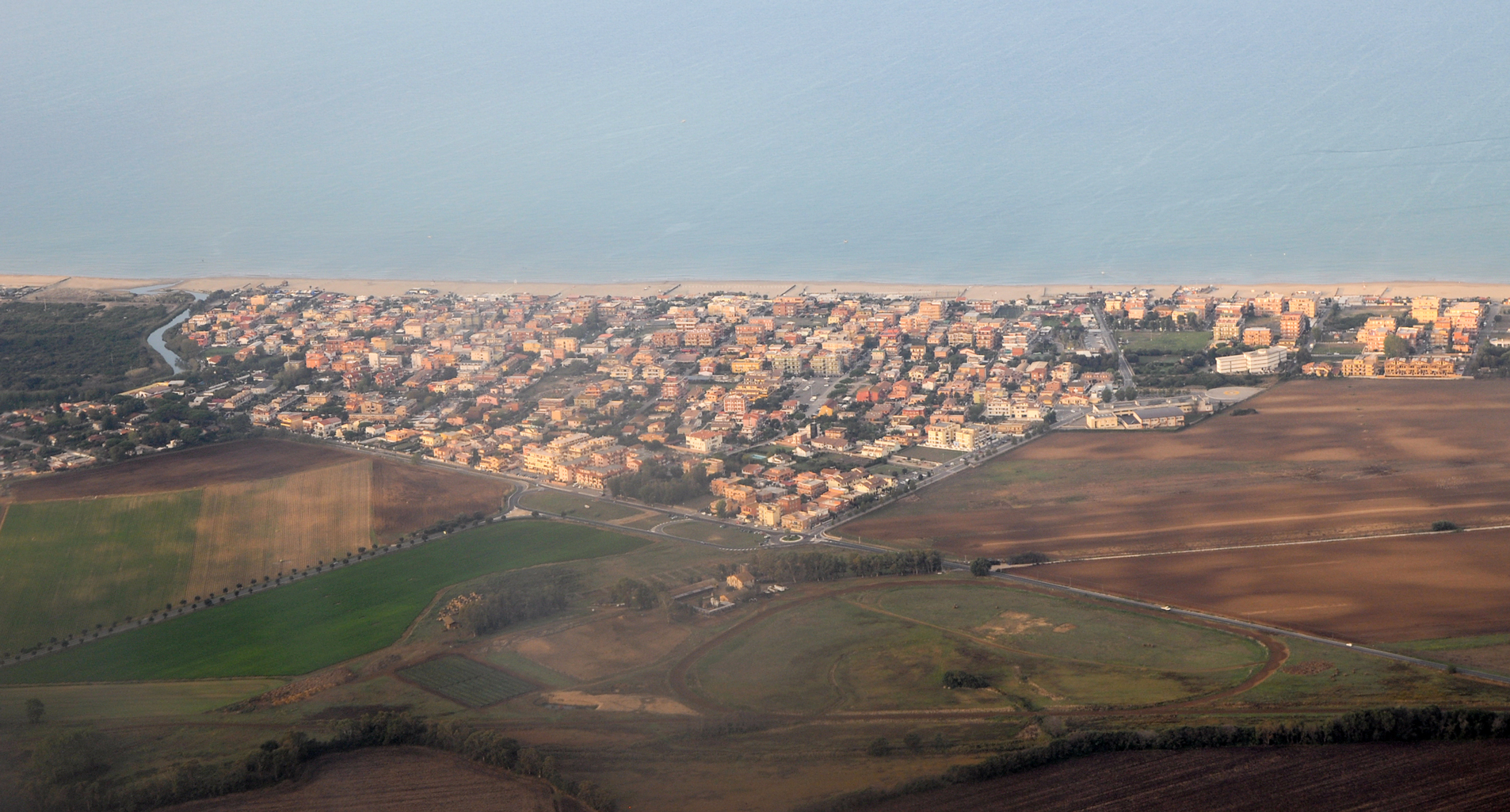
Passoscuro
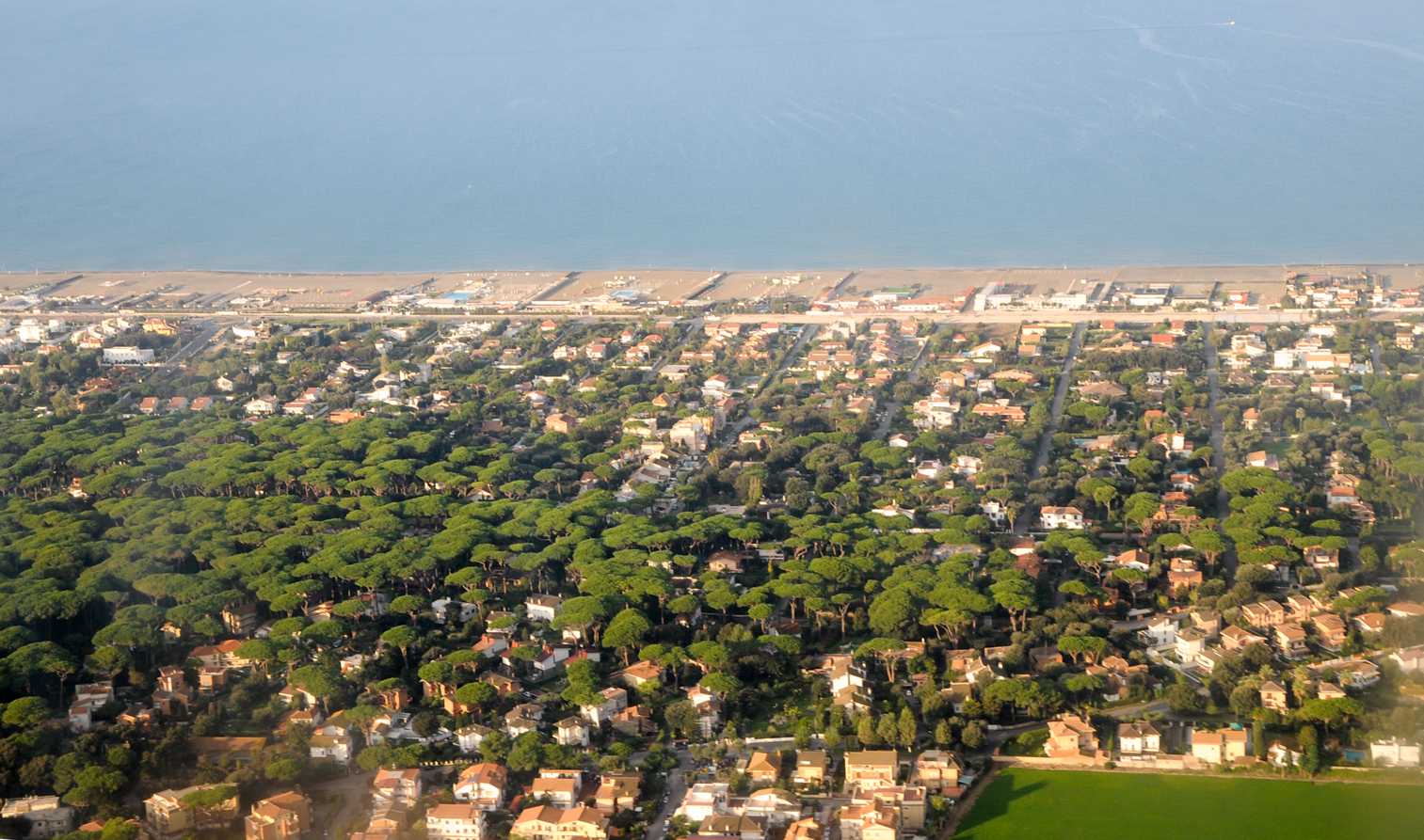
Fregene
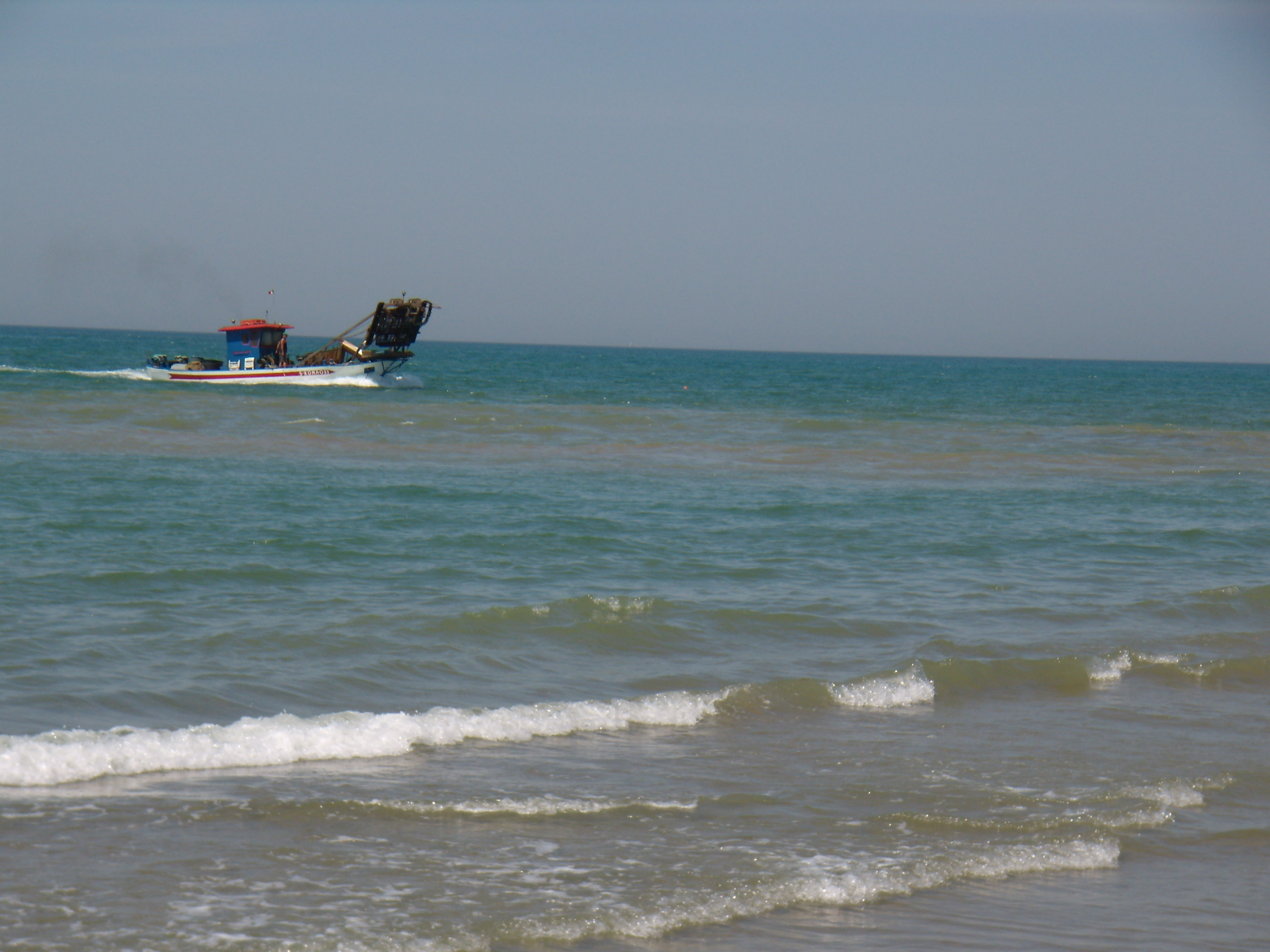
Torvajanica
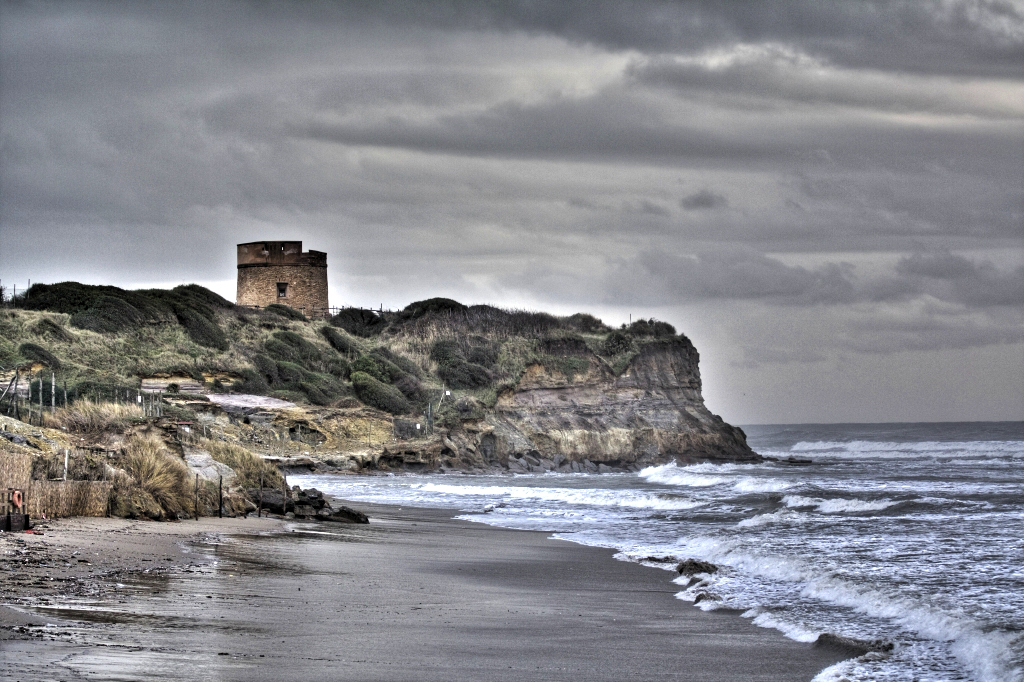
Tor Caldara
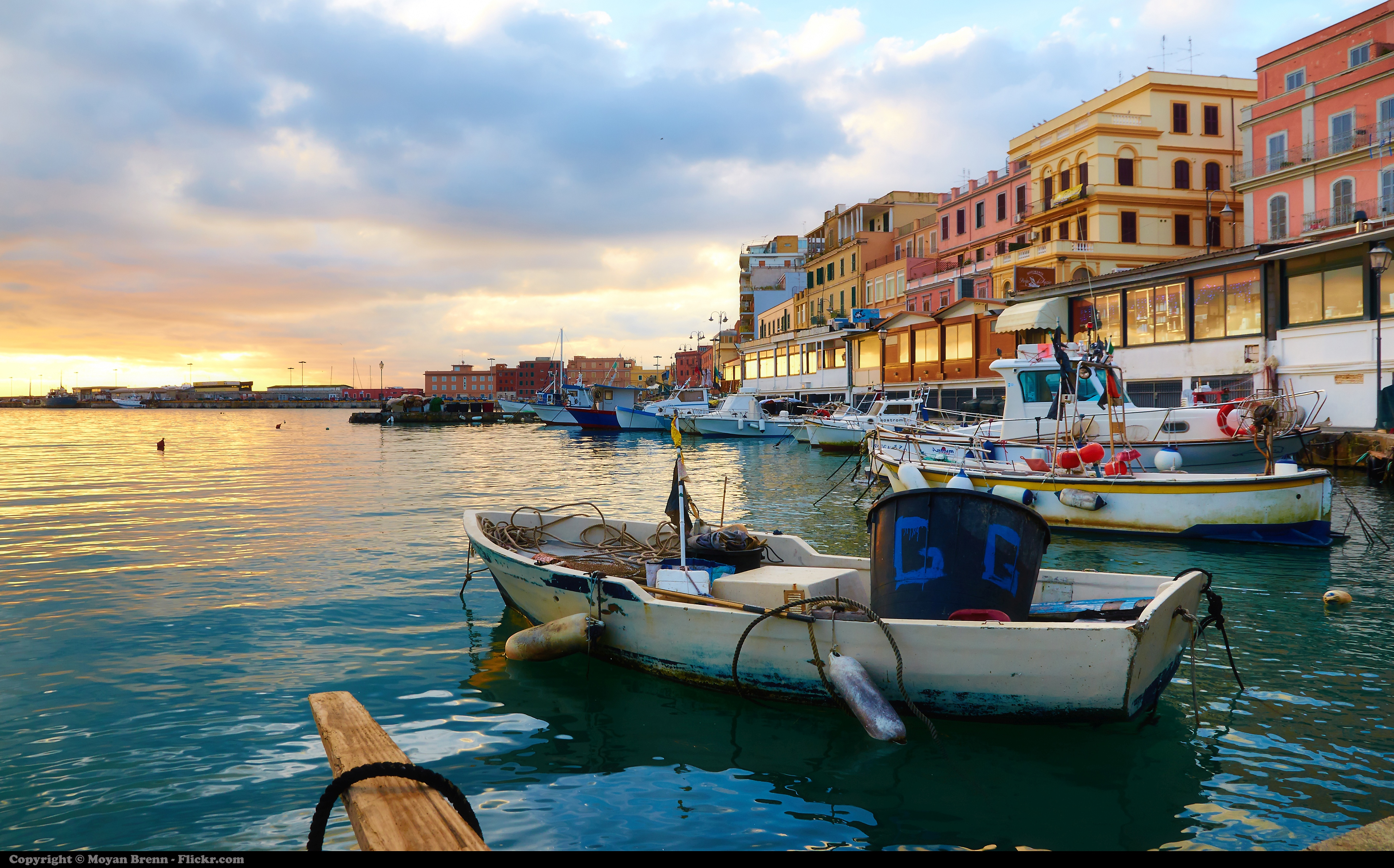
Anzio